# 維亞納 (羅安達省)
08°54′09″S 13°22′20″E / 8.90250°S 13.37222°E

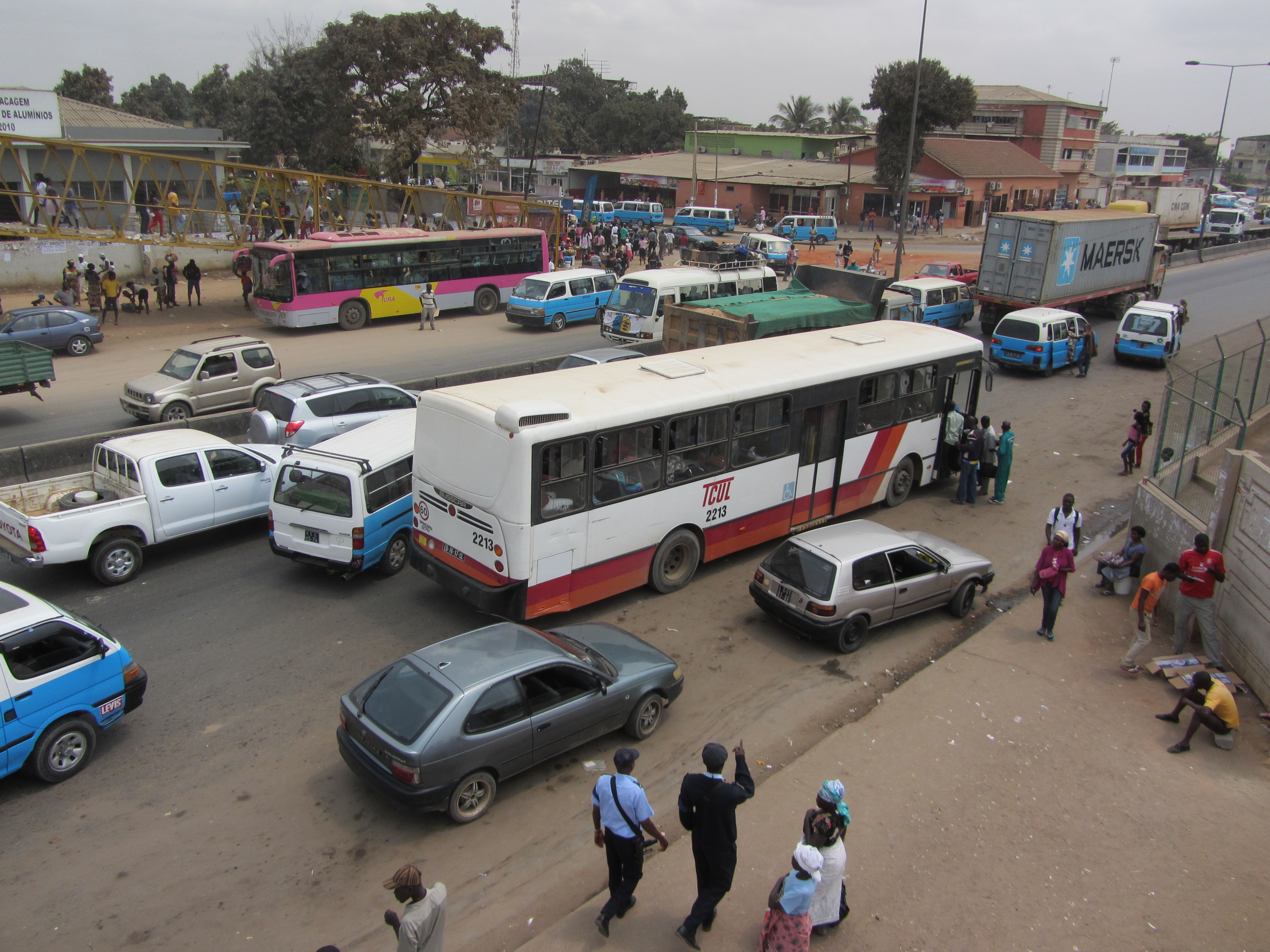
維亞納

維亞納（葡萄牙語：Viana），是個位於安哥拉西北部的城市，由羅安達省負責管轄，距離首都羅安達約18公里，面積1,344平方公里，2018年人口1,838,291，人口密度每平方公里1367.78人。